# Champfromier
Champfromier (Aussprache [ʃɑ̃fʁɔmje]) ist eine französische Gemeinde mit 709 Einwohnern (Stand: 1. Januar 2022) im Département Ain in der Region Auvergne-Rhône-Alpes. Sie gehört zum Arrondissement Nantua und ist Mitglied im Gemeindeverband Terre Valserhône. Die Bewohner werden Champfromerands und Champfromerandes genannt.

## Geographie
Champfromier liegt auf 646 m, etwa zehn Kilometer nördlich der Stadt Bellegarde-sur-Valserine (Luftlinie). Das Bauerndorf erstreckt sich im französischen Jura in der offenen Mulde eines Seitentals der Valserine, am Südfuß des Crêt du Mont.
Die Fläche des 32,40 km² großen Gemeindegebiets umfasst einen Abschnitt des Hochjuras. Die südöstliche Grenze verläuft entlang der Valserine, die hier in einem rund 100 m in die Umgebung eingeschnittenen Erosionstal von Nordosten nach Südwesten fließt. Auf beiden Seiten wird das Tal von steilen, teils mit Felsbändern durchzogenen Hängen begleitet. Vom Flusslauf erstreckt sich das Gemeindeareal nach Norden und umfasst die weite, nach Süden geöffnete Mulde von Champfromier. Diese wird im Westen vom Cruchon (1143 m), im Norden vom Crêt du Mont (1380 m) und im Osten vom Bois des Ecretats (1080 m) eingefasst, wobei die Höhen Steilhänge mit teils markanten Felswänden aufweisen, darunter der Cirque des Avalanches.
Der nördliche Gemeindeteil wird von einem überwiegend bewaldeten Hochplateau (Forêt de Champfromier, durchschnittlich 1200 m) eingenommen, das an den Crêt du Mont anschließt und in der Haute Crête (1415 m) gipfelt. Jenseits dieses Plateaus erstreckt sich das Gemeindeareal in das Quellgebiet der Semine und bis auf den Gipfel des Crêt de Chalam, auf dem mit 1545 m die höchste Erhebung von Champfromier erreicht wird. Das Gemeindegebiet ist Teil des Regionalen Naturparks Haut-Jura (frz.: Parc Naturel Régional du Haut-Jura).
Zu Champfromier gehören neben dem eigentlichen Dorf auch verschiedene Weiler und Gehöfte, nämlich:
- Communal (770 m) auf einem Vorsprung westlich des Dorfes
- Le Bordaz (720 m) in der Mulde von Champfromier oberhalb des Dorfes
- Monnetier (710 m) in der Mulde von Champfromier am Südfuß des Crêt du Mont

Nachbargemeinden von Champfromier sind La Pesse im Norden, Chézery-Forens im Osten, Montanges im Süden sowie Saint-Germain-de-Joux, Giron und Belleydoux im Westen.

## Geschichte
Der Fund eines burgundischen Friedhofs in der Nähe der Dorfkirche weist auf eine Siedlung des 5. Jahrhunderts hin. Erstmals urkundlich erwähnt wird Champfromier bereits im Jahre 930, als Graf Albitius von Genf das Gebiet dem Kloster von Nantua überließ. Im Lauf der Zeit wandelte sich die Schreibweise von Chanfromer (1344) über Ecclesia Campi Fromerii (1399) zu Chanfromier (1734). Die Etymologie ist nicht eindeutig geklärt. Wahrscheinlich geht der Ortsname auf Campus Fromarii zurück und bedeutet Feld des Frumaharius (burgundischer Personenname).

## Bevölkerung
| Jahr                       | 1962 | 1968 | 1975 | 1982 | 1990 | 1999 | 2009 | 2020 |
| Einwohner                  | 517  | 428  | 326  | 332  | 440  | 593  | 676  | 726  |
| Quellen: Cassini und INSEE |      |      |      |      |      |      |      |      |

Mit 709 Einwohnern (Stand 1. Januar 2022) gehört Champfromier zu den kleinen Gemeinden des Départements Ain. Nachdem die Einwohnerzahl in der ersten Hälfte des 20. Jahrhunderts deutlich abgenommen hatte, wurde seit Beginn der 1980er Jahre wieder ein kontinuierliches Bevölkerungswachstum verzeichnet. Seither hat sich die Einwohnerzahl fast verdoppelt. Die Ortsbewohner von Champfromier heißen auf Französisch Champfromérand(e)s.

## Sehenswürdigkeiten
Die Pfarrkirche Saint-Martin, die ursprünglich auf einen Bau aus dem 10. Jahrhundert zurückgeht, wurde von 1825 bis 1827 neu erbaut.

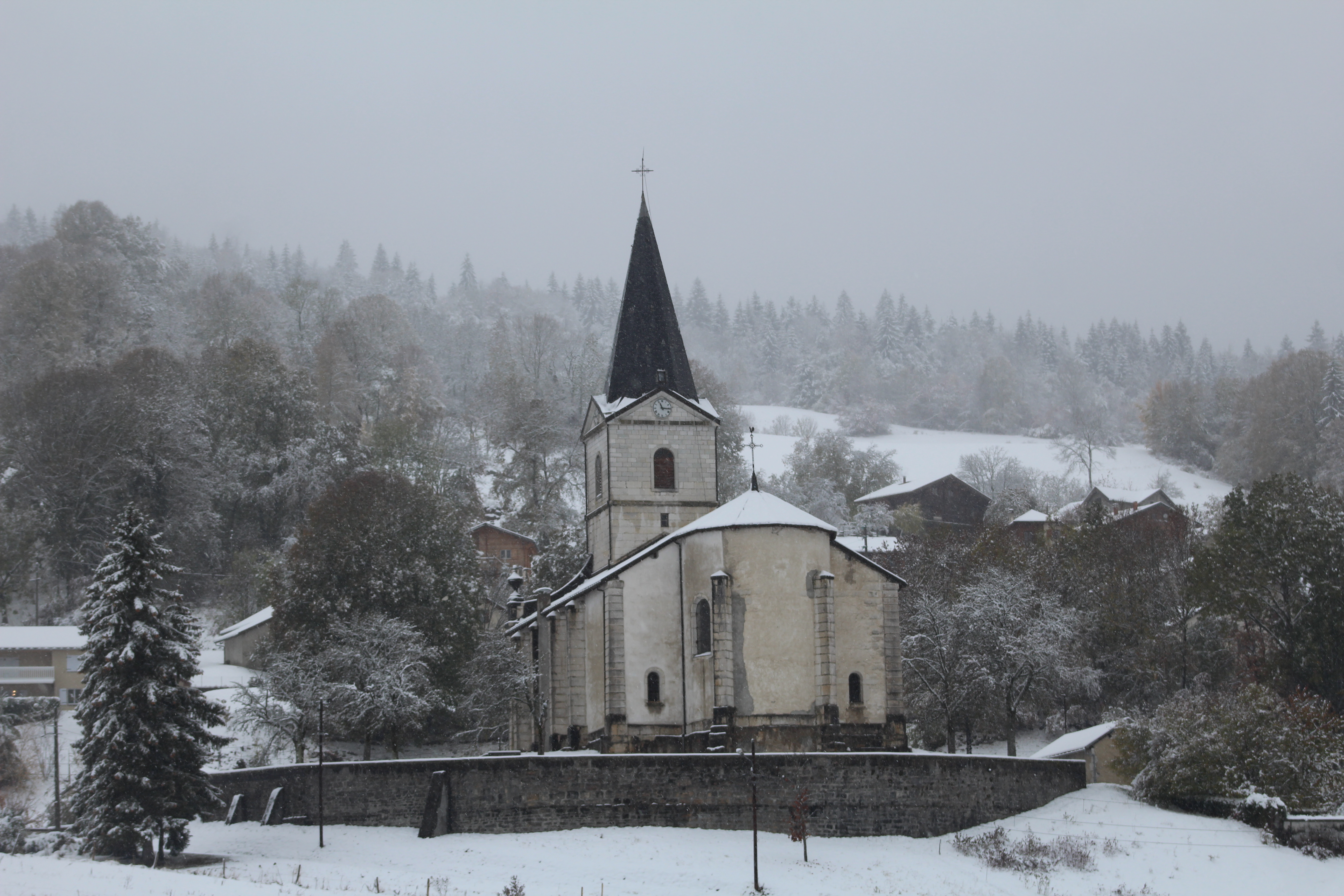
Kirche Saint-Martin
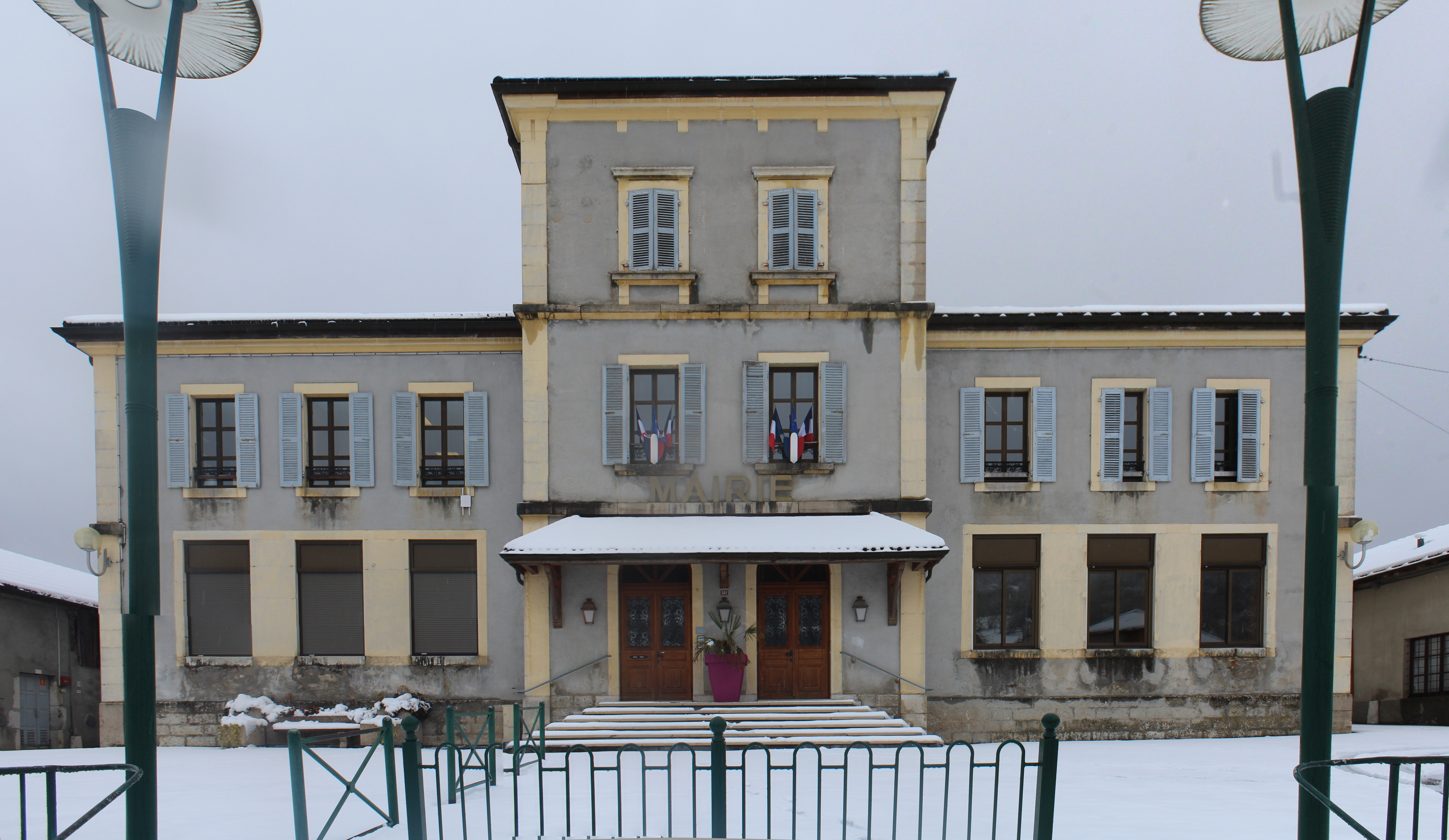
Mairie (Rathaus)
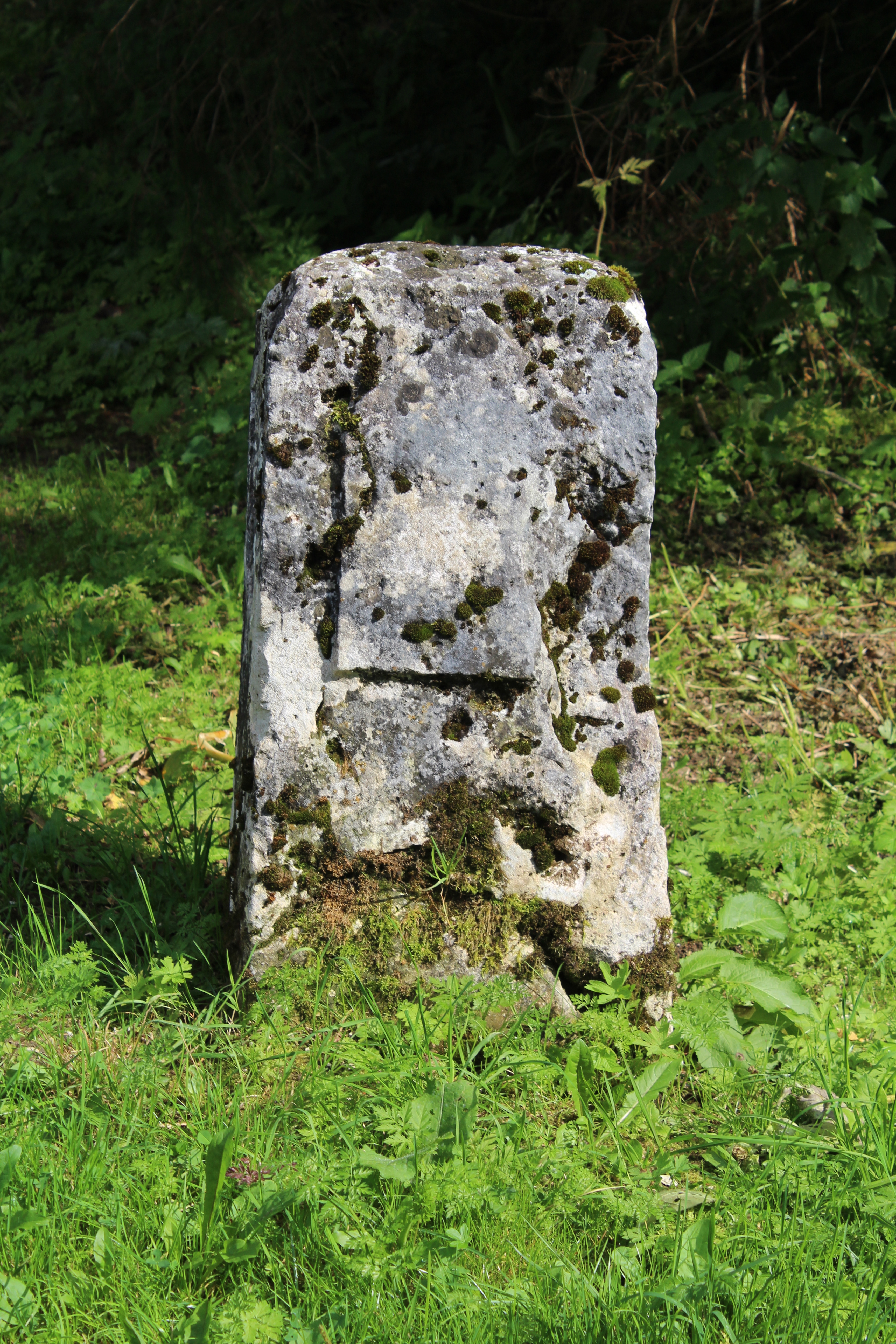
Alter Grenzstein, Monument historique
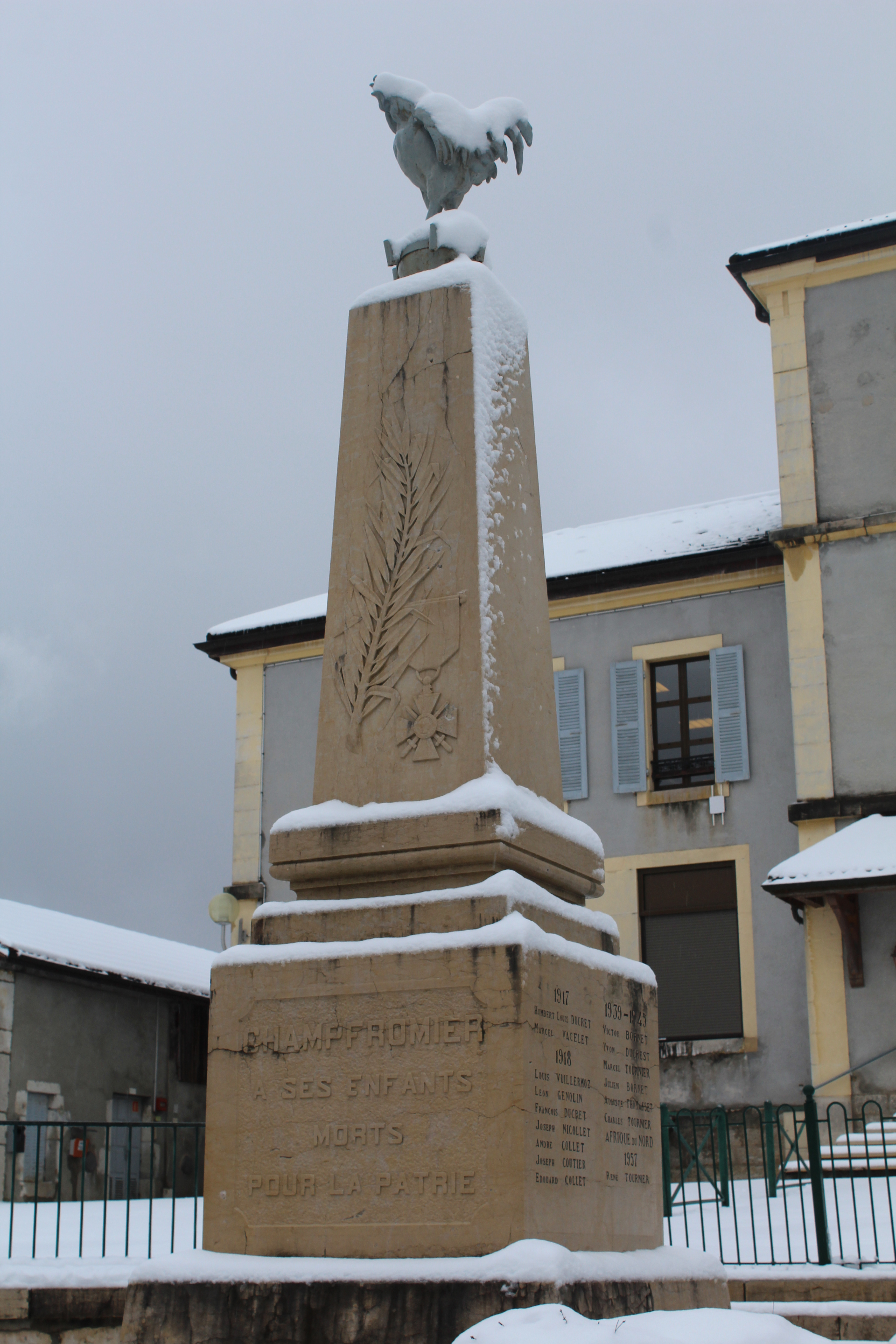
Gefallenendenkmal

## Wirtschaft und Infrastruktur
Champfromier war bis weit ins 20. Jahrhundert hinein ein vorwiegend durch die Landwirtschaft und Forstwirtschaft geprägtes Dorf. Heute gibt es einige Betriebe des Klein- und Mittelgewerbes. Von Bedeutung sind die Société Coutier (Herstellung von Autozubehörteilen) und eine Sägerei. Zahlreiche Erwerbstätige sind auch Wegpendler, die in den größeren Ortschaften der Umgebung und hauptsächlich in Bellegarde-sur-Valserine ihrer Arbeit nachgehen.
Die Ortschaft liegt abseits der größeren Durchgangsstraßen an der Departementsstraße D14, die von Tacon (an der Hauptstraße D1084) durch das Valserine-Tal nach Chézery-Forens führt. Eine weitere Straßenverbindung besteht mit Giron. Der nächste Anschluss an die Autobahn A40 befindet sich in einer Entfernung von rund 16 Kilometern.
In Champfromier befindet sich eine staatliche école primaire (Grundschule mit eingegliederter Vorschule).